# Signal (journal)
Pour les articles homonymes, voir Signal.
 (juillet 2014).
Si vous disposez d'ouvrages ou d'articles de référence ou si vous connaissez des sites web de qualité traitant du thème abordé ici, merci de compléter l'article en donnant les références utiles à sa vérifiabilité et en les liant à la section « Notes et références ».
Signal était le principal journal de propagande publié par les nazis durant la Seconde Guerre mondiale. Il était célèbre pour la qualité exceptionnelle, pour l'époque, de ses photos couleur.

## Historique

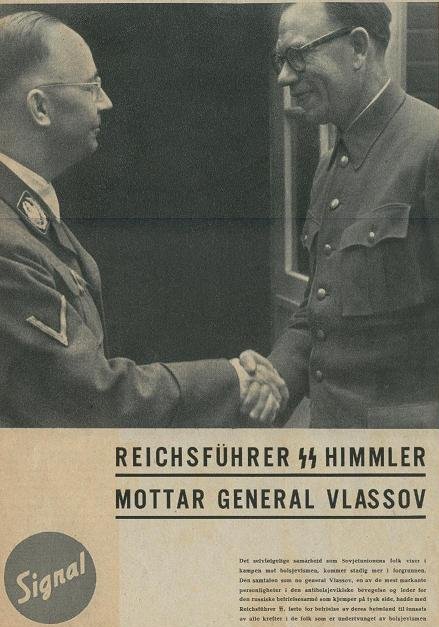
Himmler et Vlassov dans Signal.

Le titre ne fut pas choisi au hasard puisque le mot « Signal » se retrouve de façon assez similaire dans de nombreuses langues (signal en français et en anglais, signalet en danois, signaal en flamand, sinal en portugais, segnale en italien, signaali en finnois, signalisere en norvégien…) et avec la même signification.
Le journal est créé en 1940, à l'initiative du colonel Hasso von Wedel, le commandement supérieur de la Wehrmacht (OKW). Joseph Goebbels, le ministre de la Propagande du Reich, intervient lors du conseil des ministres des 9 et 12 février 1940 en soulignant que la publication d'un illustré pour l'étranger n'entre pas dans les attributions de la Wehrmacht. Il y a donc des tractations entre l'OKW, le ministère des Affaires étrangères (Auswärtiges Amt, AA) Keitel, Ribbentrop et Goebbels. Signal est édité par l'entreprise nationale Deutsche Verlag AG. Il est diffusé dans une vingtaine de pays, d'abord ceux occupés par l'Allemagne nazie mais aussi au Proche-Orient et même aux États-Unis[réf. nécessaire].
Diffusé en France à partir du mois de juillet 1940, il est une des rares publications autorisées dans les camps de prisonniers. Le 2 octobre 1943, sous l'Occupation, Signal fait sa Une avec une photo du prêtre collaborationniste Jean de Mayol de Lupé, aumônier de la LVF, en uniforme de colonel allemand lors d'un meeting parisien. Traduit en vingt-cinq langues, avec une édition russe à partir de 1942, ce journal se compose d'une partie commune à toutes les versions, traitant des informations générales, puis d'une partie locale propre à chaque pays. Axé sur l'actualité militaire, il fait l'éloge de la Wehrmacht et de la Waffen-SS et sert de vecteur de diffusion à l'idéologie nazie.

## Rédacteurs et pigistes célèbres
- Rédacteur en chef : Harald Lechenperg (de) (1940–1941), Heinz Medefind (1941) et Wilhelm Reetz (de) (1942–1944)
- Rédacteur P.I.[Quoi ?] : Hugo Mösslang

### Dessinateurs allemands
Parmi les collaborateurs du journal, on compte un certain nombre de dessinateurs, chargés d'illustrer les articles :
- Baitz ;
- Karl Friedrich Brutz ;
- Hellmuth Ellgaard ;
- Walter Gotschke ;
- Hans Liska ;
- Hans Jörg von Reppert-Bismark ;
- J. C. Schmitz ;
- Hans Marno Kellner.

### Rédacteurs allemands
- Max Clauss
- Paul Karl Schmidt (Paul Carell)

### Rédacteurs étrangers

#### André Zucca
Réquisitionné en 1941 pour travailler au journal Signal, le photographe français André Zucca y présenta de façon positive l'Occupation allemande, ainsi que la création de la LVF (sans que l'on puisse lier ces activités à un quelconque engagement idéologique, même s'il a été parfois qualifié d'anarchiste de droite). Cela a été aussi l'occasion pour lui de photographier dans les rues, les jardins et les gares de Paris. Ces clichés montrent une ville où les pénuries suscitent chez les élégantes des prodiges de créativité et nombre de scènes extraordinaires, les aspects les plus répressifs ou sombres n'apparaissant qu'incidemment. Une exposition organisée par la Bibliothèque historique de la ville de Paris a révélé ces clichés au grand public en 2008.